# HMS M3
Pour les articles homonymes, voir M3.
Le HMS M3 est un sous-marin de classe M appartenant à la Royal Navy, l’un des quatre navires de sa classe commandés vers la fin de la Première Guerre mondiale. Il fut construit par Armstrong Whitworth à Newcastle upon Tyne.

## Conception
À l’origine, ces navires devaient être des « sous-marins canonnières », mais leur rôle avait été modifié avant que la conception détaillée ne commence. Ils étaient équipés d’un canon de 305 mm destiné à être utilisé contre les navires de surface de préférence aux torpilles, l’argument étant qu’on n’avait recensé aucun cas d’attaque à la torpille couronnée de succès contre un navire de guerre lorsque celui-ci était en route et à une distance de tir supérieure à 915 mètres.

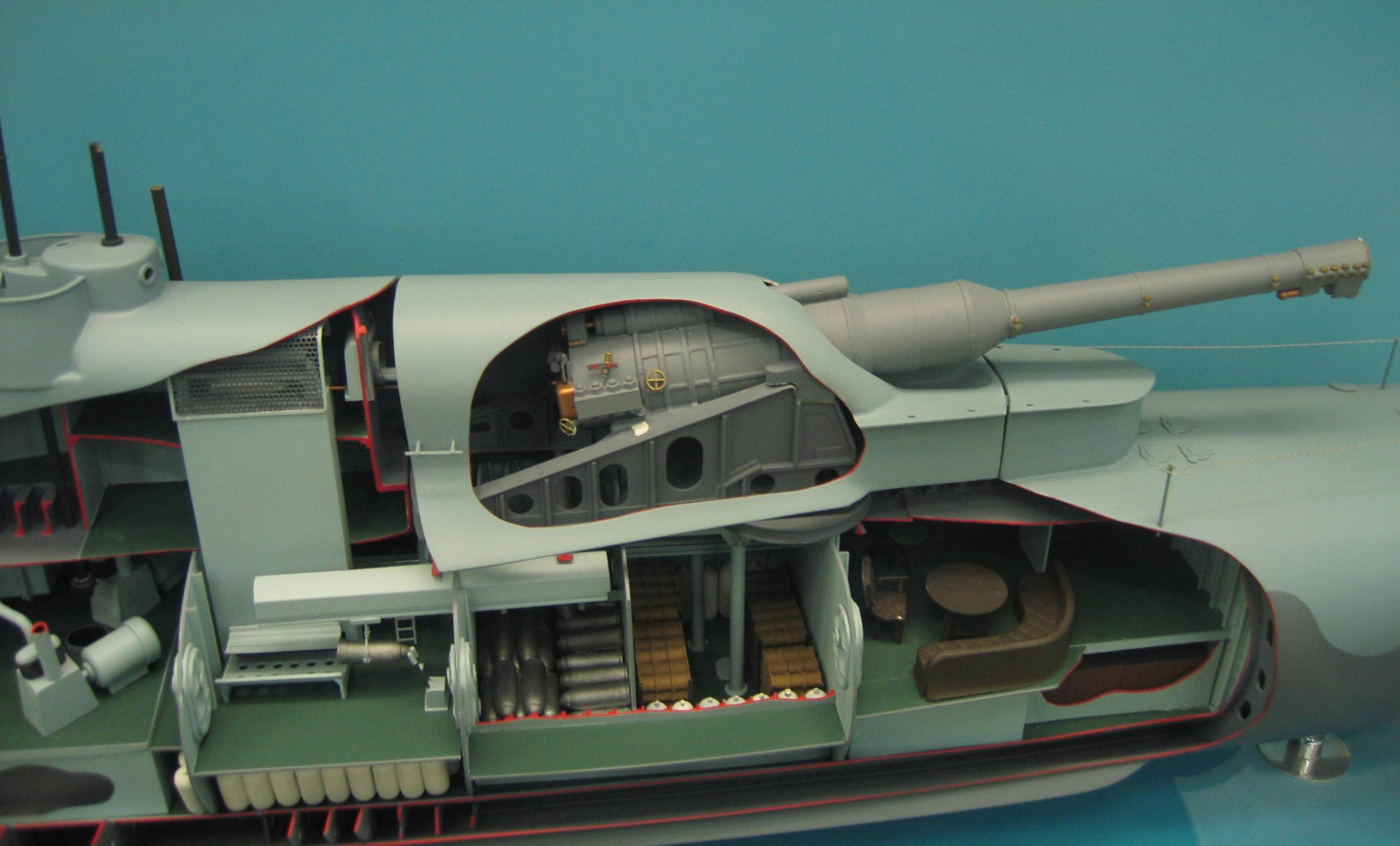
Maquette de section du M1 au Science Museum de Londres, montrant la tourelle de 305 mm

Bien que le canon ait une portée effective de 13 700 m, il était normalement tiré à l’aide d’un simple viseur alors que le sous-marin naviguait en immersion périscopique, avec le canon dépassant à peine au-dessus de l’eau. Il était important de couler ou de mettre hors de combat la cible dès le premier tir, car l’arme ne pouvait être rechargée qu’en surface.
Ces navires mesuraient 90,14 m de long, et leur déplacement était de 1 980 t en immersion.

## Engagements

### Canonnière
Le M3 a été commandé à Armstrong Whitworth le 28 juillet 1916 et construit à Elswick, une zone de la ville de Newcastle upon Tyne. Sa quille a été posée en décembre 1916. Bien qu’il soit un sous-marin de la classe M, il a été appelé K20. Il fut lancé le 19 octobre 1919 et mis en service sous le nom de M3 le 16 mars 1920. Après avoir terminé ses essais le 17 août, il fut placé en réserve.
Le M3 est remis en service le 4 juillet 1921 sous le commandement du lieutenant commander Hugh Marrack. Il rejoint la 1ère flottille sous-marine le 17 février 1922.
Du 9 au 14 mai 1926, avec d’autres sous-marins (les K26 et L23), durant la grève générale de 1926, le M3 participe à une action appelée opération Blackcurrent. Le M3 a été utilisé pour alimenter en électricité le Royal Victoria Dock, le Royal Albert Dock et le King George V Dock à Londres. À lui seul, le M3 a permis de maintenir en service quatre entrepôts frigorifiques, deux grues et de nombreuses pompes importantes.

### Mouilleur de mines
Le 15 octobre 1926, le M3 fut remis en réserve jusqu’au 13 juin 1927, date à laquelle il arriva à Chatham Dockyard pour être converti en mouilleur de mines expérimental, à la suite du traité naval de Washington. Ce traité de désarmement avait en effet interdit sur les sous-marins les canons d’un calibre supérieur à 203 mm. Les sous-marins de classe M restants furent donc modifiés : le M2 fut lui aussi transformé, pour pouvoir emporter un hydravion Parnall Peto. Pour des raisons politiques, cette conversion a été appelée officiellement un carénage. Les canons de 305 mm et de 76,2 mm du M3 ont été enlevés pour laisser place à une grande superstructure qui s’étendait sur environ 75 % de la longueur du navire, débutant après le compartiment des torpilles à l’avant et s’étendant à l’arrière jusqu’à la poupe. Cette structure était à l’extérieur de la coque étanche. Elle était capable d’accueillir 100 mines de contact de type B standard. Un convoyeur à chaîne amenait les mines le long de deux ensembles de rails jusqu’à une grande porte à l’arrière pour les mouiller.
La conversion fut achevée le 8 octobre 1928, pour un coût de 10235 livres sterling actuelles, et le M3 termina ses essais à la mi-novembre. Initialement, seules 80 mines étaient transportées. Les 20 autres furent embarquées plus tard.
La machinerie de pose de mines et les mines elles-mêmes ont ajouté environ 54 tonnes à la masse du sous-marin et ont également eu des effets négatifs sur la capacité de plongée du M3. Le temps nécessaire pour inonder le gros compartiment (qui contenait 600 tonnes d’eau) signifiait qu’il fallait environ 5 minutes pour plonger par temps calme, et au moins 13 minutes par mauvais temps. De plus, le sous-marin devenait dangereusement lent pour rétablir son assiette. Le contre-amiral Martin Dunbar-Nasmith, chef du Service des sous-marins, était d’avis, en mai 1930, que « à l’heure actuelle, le M3 n’est ni efficace ni fiable en tant que sous-marin, et il ne peut être utilisé en toute sécurité en temps de guerre. »
Le M3 devait initialement être mis à la ferraille en 1933, mais la date a été avancée après les rapports défavorables de ses capacités en tant que mouilleur de mine. Il a été retiré du service et vendu le 6 février 1932, et démoli à Newport en avril 1932. Cependant, l’expérience acquise avec le M3 converti a servi à la conception des remarquables sous-marins mouilleurs de mines de la classe Porpoise, qui transportaient leurs mines sur une seule rangée.